# Hall-Petchrelatie

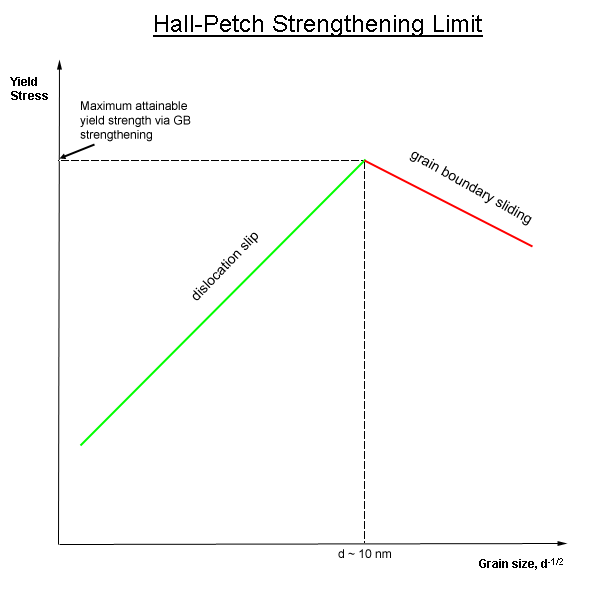
Korrelgrens-harden wordt beperkt door de grootte van de korrels. Zodra de korrelgrootte ' ongeveer 10 nanometer bereikt, beginnen de korrelgrenzen te verschuiven.

De Hall-Petchrelatie of korrelgrens-harden is een uitdrukking binnen het vakgebied van de materiaalkunde die het verband aangeeft tussen de korrelgrootte van een materiaal en haar vloeigrens, oftewel sterkte. De formule zegt in feite dat hoe kleiner de korrels van een materiaal zijn, des te sterker is het materiaal zelf. In formulevorm ziet dit verband er als volgt uit:
{\displaystyle \sigma _{y}=\sigma _{0}+{k_{y} \over {\sqrt {d}}}}
Waarbij: 
- {\displaystyle \sigma _{y}} de spanning op de vloeigrens is,
- {\displaystyle \sigma _{0}} de spanning in het materiaal op het punt dat dislocaties beginnen te bewegen is,
- {\displaystyle k_{y}} de Hall-Petchcoëfficiënt (een materiaalconstante) is, en
- {\displaystyle d} de korrelgrootte; gemiddelde diameter van de korrels in het materiaal, is.

## Geschiedenis
Het verband werd ontdekt aan het begin van de jaren 50, toen twee wetenschappers onafhankelijk van elkaar elk een reeks van baanbrekende artikelen publiceerden over de relatie tussen korrelgrenzen en sterkte. In 1951 schreef Eric Ogilvie Hall vanuit het Cavendish-laboratorium van de Britse Universiteit van Cambridge, drie artikelen over zijn promotieonderzoek naar de vloeikenmerken van koolstofstaal. In het derde artikel toonde Hall aan dat de lengte van afschuivingsbanden of scheurlengtes overeenkwamen met de korrelgrootte, en dat er dus een verband tussen beide kon worden aangetoond.
Nog geen 100 km verderop werd op dat moment eenzelfde soort ontdekking gedaan. In 1953 publiceerde Norman James Petch, verbonden aan de Universiteit van Leeds een artikel over brosse breuk, gebaseerd op zijn eigen onderzoek dat hij tussen 1946 en 1949 had uitgevoerd. Door het verschil in kerfslagwaarde te meten ten opzichte van de korrelgrootte bij erg lage temperaturen, ontdekte Petch een verband dat precies gelijk was aan het verband dat Hall ook had aangetoond. Men besloot uiteindelijk om het verband naar beide wetenschappers te noemen.

## Opbouw van de formule

### Hall-Petchcoëfficiënt
De Hall-Petchcoëfficiënt {\displaystyle k_{y}} was oorspronkelijk gedefinieerd als
{\displaystyle {k_{y}=m^{2}\tau _{c}{\sqrt {r}}}}
Hierin is {\displaystyle m} de oriëntatiefactor die afhangt van het aantal geactiveerde glijvlakken van het materiaal, {\displaystyle \tau _{c}} staat voor de critical resolved shear stress (CRSS), ofwel de kritische waarde van de component van de schuifspanning in de richting waarin de afschuiving gaat plaatsvinden, waarop er afschuiving begint plaats te vinden in een korrel. De waarde van deze component is materiaalafhankelijk. De waarde voor r is de afstand tussen de dichtstbijzijnde opeenhoping van dislocaties en de dislocatiebron in de aanliggende korrel.
De oriëntatiefactor zou voor kubische materialen tussen de 2,2 en de 3,1 liggen.

### Rekgrens
De rekgrens {\displaystyle \varepsilon _{0{,}2\%}} en bijbehorende vloeigrens {\displaystyle \sigma _{y}} van een materiaal wordt normaal gesproken bepaald door een rechte lijn te trekken in de trek-rekkromme, die begint op de x-as op het punt {\displaystyle \varepsilon =0{,}2\%}  en evenwijdig loopt aan het lineaire, elastische deel van de kromme. Wanneer plastische vervorming optreedt in het materiaal, buigt de kromme af en snijdt de kromme de getrokken lijn. Dat punt wordt doorgaans aangehouden als rekgrens. Een visualisatie hiervan is hiernaast te zien.